# Tazrouk
Tazrouk (în arabă تازروق) este o comună din provincia Tamanrasset, Algeria.
Populația comunei este de 4.091 de locuitori (2008).